# دوبریانکا (استان آمور)
دوبریانکا (به لاتین: Dobryanka) یک منطقهٔ مسکونی در روسیه است که در استان آمور واقع شده‌است.